# 米国公認評価分析士
米国公認評価分析士（べいこくこうにんひょうかぶんせきし、英: Certified Valuation Analyst、CVA）とは、アメリカ合衆国の事業評価における資格である。

## 概要
米国公認評価分析士（CVA）は、米国税法で認められている4つの資産評価協会（AICPA、ASA、NACVA、IBA）の一つであるNACVA（全米公認評価分析士協会）が公認する無形資産（Intangible Asset）の価値評価の資格である。
4つの資産評価協会の資格の中で唯一、NCCAおよび米国国家規格協会の認証を受けており、他の類似資格との差別化を期待できるとされている。
CVAは米国内国歳入庁と連邦中小企業庁(SBA)など米国政府および関連機関において価値評価業務で活用されている資格の一つである。租税と訴訟の目的の評価業務が主であるが、政策妥当性分析、投資、M&A、株式などにも活用されている。

## 試験

### 受験資格
- 米国公認会計士資格または2年以上の資産評価関連の従事歴とビジネス関連の学位

### 試験形式
5時間の1次試験と事例研究の2次試験の2段階試験である。
１次試験は400問題の多肢問題で構成されている。なお330問だけスコアと関連があり、70問はスコアと関連のないダミーである。試験は9つの領域で構成されており、BOK（Body of Knowledge）に基づいて出題される。

### 継続教育
CVA資格を維持するためには、3年間60時間の継続教育（CPE）を履修しなければならない。更新が難しい場合は、INACTIVE RETIREMENTを申請することができるが、申請期間に応じて追加の試験を受ける必要がある。

## 沿革
- 1990年 全米公認評価分析士協会が米国公認会計士中心の非営利組織として設立、CVA、MCVA のライセンサー教育を開始した[1]。
- 2008年 NACVA が事業鑑定協会（Institute of Business Appraisers）を統合、公認事業鑑定士CBA（Certified Business Appraiser）・MCBA(Master Certified Business Appraiser)の教育も事業に追加した[1]。